# Мухашура
Мухашура (груз. მუხაშურა) — село в Грузии, на территории Местийского муниципалитета края (мхаре) Самегрело-Верхняя Сванетия.

## География
Село находится в северо-западной части Грузии, на правом берегу реки Мухашура (левый приток Ингури), на расстоянии приблизительно 36 километров (по прямой) к западо-юго-западу от посёлка городского типа Местиа, административного центра муниципалитета. Абсолютная высота — 1405 метров над уровнем моря.

## Население
По результатам официальной переписи населения 2014 года в Мухашуре проживало 5 человек (1 мужчина и 4 женщины). В национальной структуре населения грузины составляли 100 %.
| Год  | Население, человек |
| ---- | ------------------ |
| 2002 | 0                  |
| 2014 | ↗ 5                |